# Шлай (округ, Джорджія)
Шаблон:StateAbbr_ 32°16′00″ пн. ш. 84°17′59″ зх. д. / 32.266666666667° пн. ш. 84.299722222222° зх. д.
Округ  Шлай (англ. Schley County) — округ (графство) у штаті  Джорджія, США. Ідентифікатор округу 13249.

## Історія
Округ утворений 1857 року.

## Демографія
За даними перепису 
2000 року 
загальне населення округу становило 3766 осіб, усе сільське.
Серед мешканців округу чоловіків було 1803, а жінок — 1963. В окрузі було 1435 домогосподарств, 1042 родин, які мешкали в 1612 будинках.
Середній розмір родини становив 3,11.
Віковий розподіл населення поданий у таблиці:
| Стать    | До 15 років | 15-21 | 22-29 | 30-39 | 40-49 | 50-65 | 65-85 | Понад 85 |
| -------- | ----------- | ----- | ----- | ----- | ----- | ----- | ----- | -------- |
| Чоловіки | 452         | 194   | 137   | 303   | 249   | 312   | 143   | 13       |
| Жінки    | 475         | 179   | 189   | 284   | 226   | 347   | 235   | 28       |

## Суміжні округи
- Тейлор — північ
- Мейкон — схід
- Самтер — південь
- Меріон — захід

## Виноски
1. ↑  U.S. Decennial Census. United States Census Bureau. Архів оригіналу за 4 квітня 2018. Процитовано 26 червня 2014.
2. ↑  Historical Census Browser. University of Virginia Library. Архів оригіналу за 11 серпня 2012. Процитовано 26 червня 2014.
3. ↑  Population of Counties by Decennial Census: 1900 to 1990. United States Census Bureau. Архів оригіналу за 2 лютого 2019. Процитовано 26 червня 2014.
4. ↑  Census 2000 PHC-T-4. Ranking Tables for Counties: 1990 and 2000 (PDF). United States Census Bureau. Архів оригіналу (PDF) за 18 грудня 2014. Процитовано 26 червня 2014.
5. ↑  State & County QuickFacts. United States Census Bureau. Архів оригіналу за 18 липня 2011. Процитовано 26 червня 2014. [Архівовано 2011-06-07 у Wayback Machine.](англ.) Наведено за англійською вікіпедією.
6. ↑  American FactFinder. Бюро перепису населення США. Архів оригіналу за 26 лютого 2012. Процитовано 31 січня 2008. [Архівовано 2008-05-21 у Wayback Machine.]

| США | Це незавершена стаття з географії США. Ви можете допомогти проєкту, виправивши або дописавши її. |